# Ernst Gerlach
Ernst Gerlach (n. 19 martie 1947, Schönebeck, Saxonia-Anhalt, Germania) este un handbalist ce a reprezentat Germania, medaliat olimpic. A participat la o ediție a Jocurilor Olimpice (1980) în care a câștigat o medalie de aur.

## Participări
Lista de mai jos prezintă principalele competiții la care a participat Ernst Gerlach de-a lungul carierei.
- handball at the 1980 Summer Olympics – men's tournament[*]